# اشکیلینی، گمینا ادولانو
اشکیلینی، گمینا ادولانو (به لاتین: Trzcieliny, Gmina Odolanów) یک منطقهٔ مسکونی در لهستان است که در Gmina Odolanów واقع شده‌است.